# Centropyge bispinosa
Poisson-ange à deux épines
Espèce
Synonymes
- Centropyge bispinosus (Günther, 1860)
- Holacanthus bispinosus Günther, 1860

Statut de conservation UICN

 LC  : Préoccupation mineure
Centropyge bispinosa, communément nommé Poisson-ange à deux épines, est une espèce de poisson marin de la famille des Pomacanthidae.

## Distribution et habitat
Le Poisson-ange à deux épines est présent dans les eaux tropicales de l'Indo-Pacifique, Mer Rouge exclue. C'est une espèce très discrète qui fréquente les lagons et les herbiers en zone peu profonde ayant une forte densité de corail avec suffisamment de mouvements d'eau.

## Description
Le Poisson-ange à deux épines est un poisson de l’océan Indien et de l’océan Pacifique. Sa robe suit un dégradé du violet vers l’orangé. Il peut mesurer jusqu’à 10 cm. Il se nourrit principalement d'algues.

## Reproduction
Ces poissons sont des hermaphrodites protogynes : ils sont d’abord des femelles puis se transforment en mâles.

## références
1. ↑  Integrated Taxonomic Information System (ITIS), www.itis.gov, CC0
https://doi.org/10.5066/F7KH0KBK, consulté le 9 septembre 2013.
2. ↑  « eol.org/pages/210320/details#d… »(Archive.org • Wikiwix • Archive.is • Google • Que faire ?).
3. 1 2  bispinosa Habitat and Ecology
4. ↑  Centropyge bispinosa (Günther, 1860)